# Nicko Sensoli
Nicko Sensoli (Ciudad de San Marino, 14 de junio de 2005) es un futbolista sanmarinense que juega en la demarcación de centrocampista para el Tre Fiori F. C. del Campeonato Sanmarinense de fútbol.

## Selección nacional
Tras jugar en las categorías inferiores de la selección, finalmente hizo su debut con la selección absoluta de San Marino el 20 de marzo de 2024 contra San Cristóbal y Nieves en un partido amistoso que finalizó con un resultado de 1-3 a favor del combinado sancristobaleño tras el gol de Filippo Berardi para San Marino, y de Tyquan Terrell, Andre Burley y Harry Panayiotou para San Cristóbal y Nieves.
En septiembre de 2024 anotó su primer gol con la selección contra Liechtenstein, consiguiendo la segunda victoria en la historia del equipo sanmarinense y la primera oficial, rompiendo una racha sin ganar de 20 años.

## Clubes
| Club                         | País       | Año       | Partidos | Goles |
| ---------------------------- | ---------- | --------- | -------- | ----- |
| San Marino Academy           | San Marino | 2023      | 10       | 4     |
| FC Sangiuliano City (cedido) | Italia     | 2023-2024 | 7        | 0     |
| San Marino Calcio            | San Marino | 2024-2025 | 3        | 0     |
| Tre Fiori F. C.              | San Marino | 2025-     | 8        | 2     |